# Heinz Gerischer
Heinz Gerischer (n. 3 mai 1919 – d. 14 septembrie 1994) a fost un chimist german, pionier al electrochimiei semiconductorilor.
A mai contribuit în domeniul fotoelectrochimiei, electrochimiei de curent alternativ. După el a fost numit premiul Heinz Gerischer al secțiunii europene a Societății de Electrochimie.

## Opere articole științifice
Fermi levels in electrolytes and the absolute scale of redox potentials (Appl. Phys. Lett. 43, 393, 1983)